# Société des écrivains d'Alsace, de Lorraine et du Territoire de Belfort
La Société des écrivains d'Alsace, de Lorraine et du Territoire de Belfort (SEAL), dite « Société des écrivains d'Alsace et de Lorraine » (en allemand : Elsass-lothringischer Schriftsteller-Verband), a été fondée en 1927.
Depuis le 12 octobre 1986 la SEAL a une vocation européenne.
Parmi ses nombreux membres, dont Marcel Brion, Jean Cocteau, André Maurois et André Siegfried de l'Académie française, la SEAL compte aussi deux prix Nobel: Alfred Kastler et Albert Schweitzer, mais encore, entre autres: Adrien Finck, André Malraux, Raymond Matzen, Pierre Pflimlin, Félix Ponteil, Guy de Pourtalès, René Schickélé, Charles Spindler ou Jean-Jacques Waltz (Hansi).

## Prix
La Société des écrivains décerne chaque année un  prix littéraire. 

### Quelques lauréats du prix de la SEAL
- Prix 1976 : à Sylvie Reff
- Grand prix 1989 : à Jean-Louis Kieffer
- Prix 1999 : à, Jacques Goorma, Le Drapier, Strasbourg, 1999.
- Prix 2011 : La Fontaine de Gérémoy, Gilles Laporte, Presses de la Cité, 2011[2]
- Prix 2012 : La Malédiction des Freudeneck, Martial Debriffe, éditions Belfond, 2011[2]
- Prix 2013 : à Martial Debriffe pour l'ensemble de son œuvre en 2013
- Prix 2017 : à Raymond Iss, La cité sans nom, RROYZZ éd.
- Prix 2019 : à Renée Hallez : La parole confisquée.
- Prix 2020 et 2021 reportés (covid-19).
- Prix 2022 : à Jean-Marie Kutner, Myriam pour toujours.
- 2023 : Prix littéraire Antoine de Saint-Exupéry à Xavier Lhomme, Dans les boyaux, éditions L'Oiseau Parleur, 2022.
- 2023 : Prix de poésie Claude Vigée à Armand Bemer, Les vieilles pierres sont vivantes

## Présidence
- Gustave Stoskopf (1869-1944), président de la Société des écrivains de sa fondation en 1927 à 1944.
- Vice-présidente : Marguerite Thiébold (1908-1997), pendant de nombreuses années
- Christiane Meiss, de 2005 à 2010;
- Jean-Michel Jeudy, de 2010 à 2015;
- France Privat, de 2015 à 2019;
- Martial Debriffe, de 2019 à 2021;
- Président actuel : Gérard Cardonne (2021)
- Vice-président actuel: Gérald Pietrek (2021).